# 飄帶圖

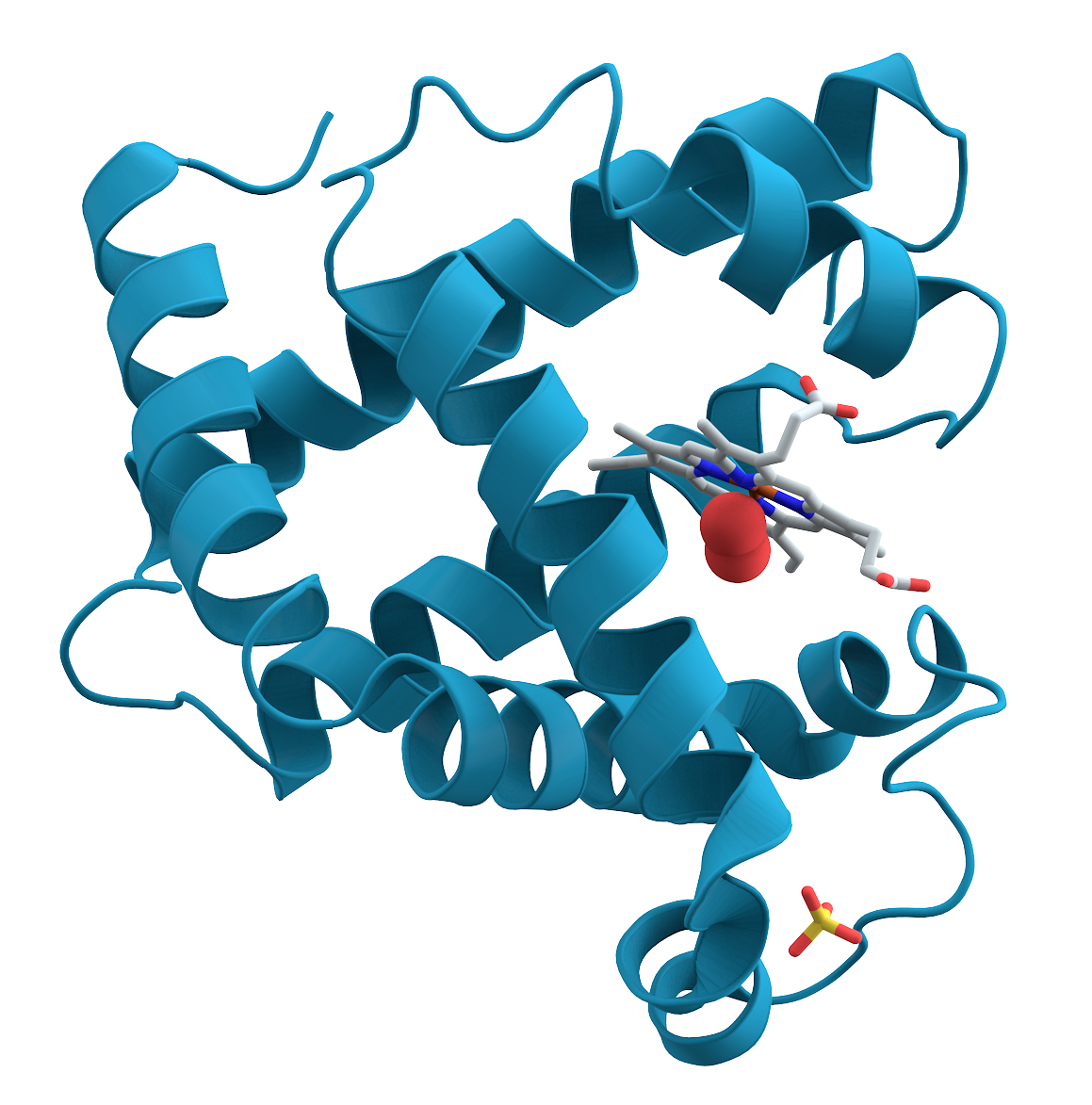
肌紅蛋白結合血基質與氧氣(紅色圓球)的飄帶圖

飄帶圖(ribbon diagram)，又被稱作理查森圖(Richardson diagram)，用來表示蛋白質構造的三維模型。
用3D形式的彩帶顯示蛋白質主鏈的整體路徑和架構，並作為可視框架，
在其上鑲嵌原子結構的細節，
例如右圖中結合活性肌紅蛋白與氧原子球飄帶圖。
在這種圖中其中α螺旋被畫成盤繞的帶或粗管，β摺疊顯示為箭頭，
而線或細管顯示為非重複的線圈或環。 多肽鏈的方向由箭頭局部顯示，
一些不同的多肽骨架可以通過彩條帶的顏色變化表示。

## 歷史
現在一般相信第一個有系統性的畫出飄帶圖的是珍·S·理察森，她在1980年以手畫出第一張飄帶圖的磷酸丙糖異構酶，並發表在期刊 Advances in Protein Chemistry，
不過她的繪圖有受到一些之前蛋白質的繪圖的影響。

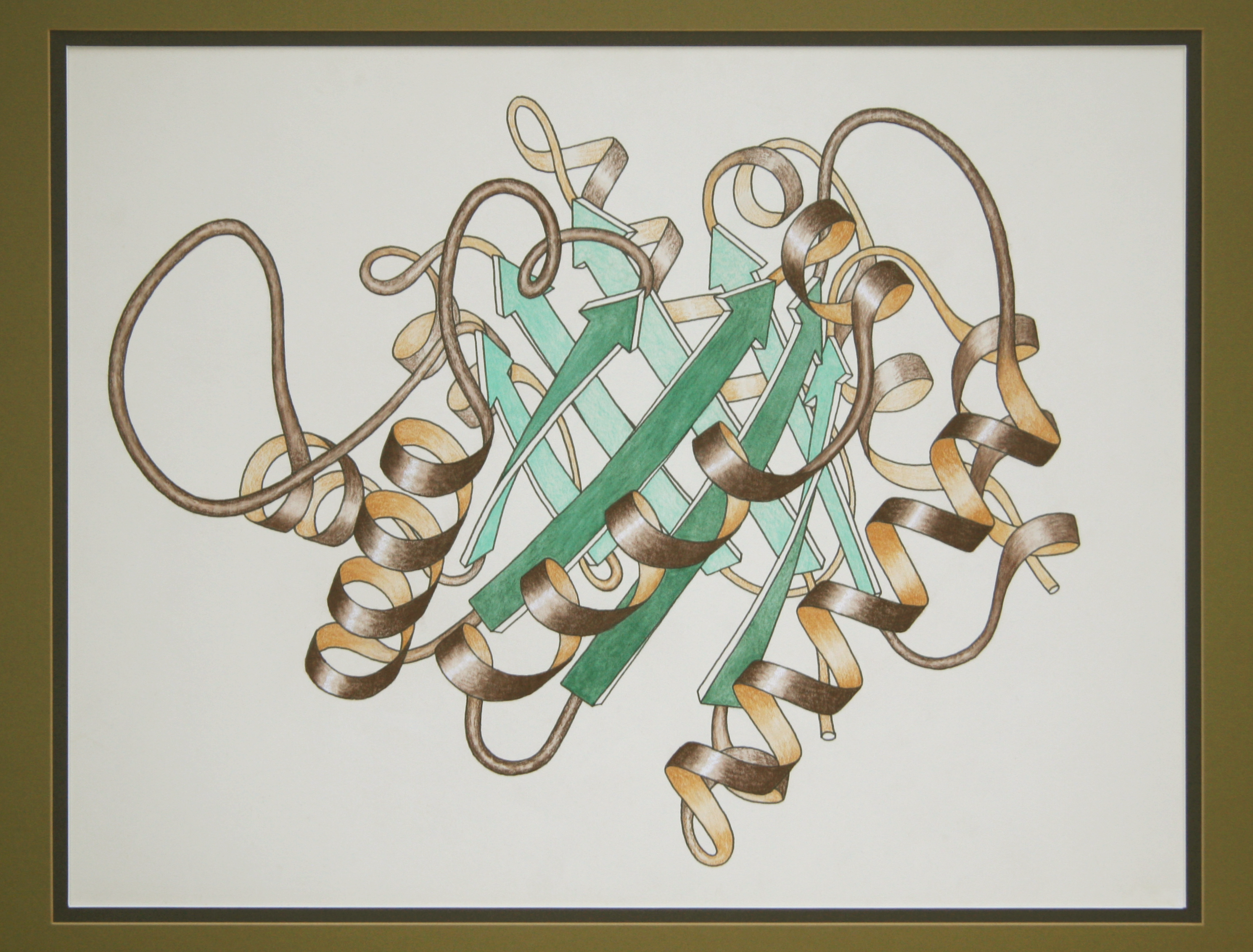
理查森手繪的磷酸丙糖異構酶飄帶圖

## 軟體與資料庫
現在有一些軟體如Molscript和PyMol可以協助建立蛋白質的飄帶圖。